# Mene de Mauroa
Mene de Mauroa é uma cidade venezuelana, capital do município de Mauroa.